# Essential Records
Essential Records är ett amerikanskt skivbolag med inriktning på samtida kristen musik. Skivbolaget, som grundades 1992 av Robert Beeson, ägs av Sony Music och har sitt högkvarter i Franklin, Tennessee. Artister och grupper som bland andra Plumb, Krystal Meyers och Fireflight har givit ut skivor på Essential Records.

## Artister

### Nuvarande
- Jars of Clay
- Leeland
- Matt Maher
- Krystal Meyers
- Pillar
- RED
- Revive
- Tal & Acacia
- Third Day

### Tidigare
- Warren Barfield
- Brooke Barrettsmith (Aktiva)
- Caedmon's Call (Aktiva, med INO Records)
- Day of Fire (Aktiva, med Razor & Tie)
- FFH (Inaktiva)
- Fireflight (Aktiva, med Flickr)
- Grey Holiday (Disbanded)
- KJ-52 (Aktiva, med BEC Records)
- Bebo Norman (Aktiva, med BEC Records)
- Andrew Peterson (Active, with Centricity Music)
- Plumb (Aktiva, med Curb Records)
- True Vibe (Splittrade)
- V*Enna (Splittrade)